# 格蘭維爾 (愛荷華州)
格蘭維爾（英語：Granville）是一個位於美國愛荷華州蘇縣的城市。

## 地理
格蘭維爾的座標為42°59′04″N 95°52′33″W / 42.98444°N 95.87583°W，而該地的平均海拔高度為442米（即1450英尺）。

## 人口
根據2010年美國人口普查的數據，格蘭維爾的面積為0.75平方千米，當中陸地面積為0.75平方千米，而水域面積為0.00平方千米。當地共有人口312人，而人口密度為每平方千米416人。